# Shushtari dialekt
Shushtari (på persiska: شوشتری [ʃuʃtæri]) utgör ett sydvästligt iranskt språk, mer specifikt en persisk dialekt som talas i provinsen Khuzestan i sydvästra Iran, mestadels i staden Shushtar. Dezfili-dialekt är den närmaste till Shushtari-dialekt.
| Person       | Shushtari | Dezfuli | Standard persiska              |
| ------------ | --------- | ------- | ------------------------------ |
| 1:a singular | må        | mö      | man                            |
| 2:a singular | to        | tö      | to                             |
| 3:e singular | ū         | ù       | ū                              |
| 1:a plural   | amā       | ömù     | mā                             |
| 2:a plural   | šamā      | šömù    | šomā                           |
| 3:e plural   | ūšū       | ùšù     | īšān (heders), ānhā (standard) |